# Всемирная литература (издательство)
«Всемирная литература» — издательство при Наркомпросе, организованное в 1919 году по инициативе и при ближайшем участии М. Горького.
Заведовал издательством А. Н. Тихонов. Горький привлёк к работе в издательстве многих крупнейших деятелей русской культуры. В коллегию, которая редактировала переводы, входили А. Блок и М. Лозинский. Китайский отдел возглавлял академик В. Алексеев, монгольский — академик Владимирцев, арабский — академик Крачковский, персидский — академик С. Ольденбург. Активно участвовали: Зиновий Гржебин, К. Чуковский, Е. Замятин, А. Волынский, Николай Гумилёв, А. Левинсон, Е. М. Браудо и другие.
«Всемирная литература» собиралась издавать лучшие произведения мировой художественной литературы XVIII—XX веков. Горький предполагал, что изданные книги составят «обширную историко-литературную хрестоматию, которая даст читателю возможность подробно ознакомиться с возникновением, творчеством и падением литературных школ, с развитием техники стиха и прозы, со взаимным влиянием литератур различных наций и вообще всем ходом литературной эволюции в её исторической последовательности».
С этой целью было намечено издание двух серий книг: основной и народной библиотек, со вступительными очерками, историко-литературными примечаниями, библиографическими справками и т. п. Основная серия в целом составила бы систематически подобранную библиотеку, способную служить не только для чтения, но и как пособие по изучению мировой литературы. Основная серия намечалась примерно в количестве 1500 томов, по 20 печатных листов в каждом. Серия народной библиотеки, предназначенная для массового читателя, помимо основных произведений мировой литературы, включала и произведения занимательные, исторические, авантюрные, юмористические и т. д. Количество книг народной библиотеки должно было составить 2500 томов, около 4 печатных листов каждый. Выходили также серии «Новости иностранной литературы», «Серия детских книг».
Основание и деятельность издательства «Всемирная литература» в 1918—1920 годах целиком опирались на технический потенциал типографии «Копейка» — крупнейшей в России.
Однако условия полиграфического производства в первые годы после революции 1917 года не были благоприятны для осуществления поставленных задач, а издательские планы могли быть осуществлены лишь в незначительной мере.
Так, за все время существования издательства (до 1924 года) были изданы, как в новых, так и в старых, но заново проредактированных переводах, избранные произведения литературы:
- Англии и Америки:
  - Байрона,
  - Чарльза Диккенса,
  - Кольриджа,
  - Джека Лондона,
  - Джозефа Конрада,
  - Эдгара По,
  - Роберта Саути,
  - Вальтера Скотта,
  - Э. Синклера,
  - Марка Твена,
  - Уолта Уитмена,
  - Оскара Уайльда,
  - Герберта Уэллса,
  - Бернарда Шоу и других,
- Австрии, Германии, Скандинавских стран, Голландии, Швейцарии:
  - Германа Банга,
  - Лили Браун,
  - Гейерстама,
  - Генриха Гейне,
  - Э. Т. А. Гофмана,
  - Ф. Грильпарцера,
  - Г. Клейста,
  - Новалиса,
  - Шамиссо,
  - Ф. Шиллера и др.,
- Франции, Италии, Испании, Португалии, Бельгии и Латинской Америки:
  - Габриэля Д’Аннунцио,
  - Бласко Ибаньеса,
  - Оноре де Бальзака,
  - Беранже,
  - Верхарна,
  - Вольтера,
  - Карло Гольдони,
  - Э. Гонкура,
  - Карло Гоцци,
  - Виктора Гюго,
  - Альфонса Доде,
  - Эмиля Золя,
  - Шарля де-Костера,
  - Камилла Лемонье,
  - Лесажа,
  - Проспера Мериме,
  - Октава Мирбо,
  - Ж. Мишле,
  - Анри де Ренье,
  - Ромена Роллан,
  - Стендаля,
  - Гюстава Флобера,
  - Анатоля Франса и др..

Кроме того, «Всемирной литературой» изданы некоторые произведения восточных литератур (Аравия, Персия, Турция, Монголия, Китай, Япония). Из памятников античной литературы вышли переводы: «Сатирикона» Петрония и древнегреческого романа «Левкиппа и Клитофонт» Ахилла Татия Александрийского. Всего издательством выпущено около 120 томов.
Издательство выпускало журналы «Современный Запад» и «Восток».
Своеобразной достопримечательностью «Всемирной литературы» была торговка Роза Васильевна.
В 1924 году издательство «Всемирная литература» было объединено с Ленгизом, который в 1938 был переименован в Лениздат.